# Umberto Barbaro
Umberto Barbaro (* 3. Januar 1902 in Acireale; † 19. März 1959 in Rom) war ein italienischer Filmtheoretiker, -kritiker, Drehbuchautor und Dokumentarfilmer.

## Leben
Barbaro schrieb für Italia Letteraria, Bianco e Nero, Si gira und L'Unità zunächst Kritiken, bald auch theoretische Abhandlungen, lehrte am Centro Sperimentale di Cinematografia (C.S.C.) und schrieb etliche Drehbücher für wichtige Filme. Daneben verfasste er Standardwerke zum (nicht nur italienischen) Film, von denen etliche erst posthum veröffentlicht wurden. Er übersetzte auch Werke seiner Kollegen Béla Balázs, Rudolf Arnheim und Wsewolod Pudowkin. Daneben schrieb er auch Schöne Literatur und übersetzte Gogol und Diderot.
Barbaro gilt als der „Erfinder“ des Begriffes Neorealismus in der italienischen Kultur und als Vertreter eines marxistischen Ansatzes, der eine spontane und kollektive Filmästhetik als dem Theater überlegen betrachtete.
1933 war er als Regisseur für einen Dokumentarfilm verantwortlich und schrieb in der Folge knapp zehn Filme für Regisseure wie Goffredo Alessandrini und Luigi Chiarini. 1938 drehte er seinen einzigen Spielfilm, L'ultima nemica, wobei er neben Idee und Drehbuch auch den Schnitt beisteuerte. Der Film hinterließ keinen bleibenden Eindruck. Nach dem Zweiten Weltkrieg wandte er sich wieder verstärkt dem Dokumentarfilm zu und drehte zwei Filme über italienische Maler. 1947 wurde er Leiter des C.S.C.
Die römische Biblioteca del Cinema nennt sich nach Barbaro.

## Werke
- 1939: Soggetto e sceneggiatura
- 1960: Il film e il risarcimento marxista dell'arte
- 1962: Servitù e grandezza del cinema
- 1973: Il cinema tedesco